# Courcerault
Courcerault és un municipi francès situat al departament de l'Orne i a la regió de Normandia. L'any 2007 tenia 173 habitants.

## Demografia

### Població
El 2007 la població de fet de Courcerault era de 173 persones. Hi havia 68 famílies de les quals 20 eren unipersonals (8 homes vivint sols i 12 dones vivint soles), 24 parelles sense fills, 16 parelles amb fills i 8 famílies monoparentals amb fills.
La població ha evolucionat segons el següent gràfic:
Habitants censats

### Habitatges
El 2007 hi havia 137 habitatges, 71 eren l'habitatge principal de la família, 58 eren segones residències i 8 estaven desocupats. 130 eren cases i 6 eren apartaments. Dels 71 habitatges principals, 50 estaven ocupats pels seus propietaris, 18 estaven llogats i ocupats pels llogaters i 3 estaven cedits a títol gratuït; 1 tenia una cambra, 7 en tenien dues, 12 en tenien tres, 22 en tenien quatre i 29 en tenien cinc o més. 64 habitatges disposaven pel capbaix d'una plaça de pàrquing. A 38 habitatges hi havia un automòbil i a 27 n'hi havia dos o més.

### Piràmide de població
La piràmide de població per edats i sexe el 2009 era:
| Homes | Edats   | Dones |
| ----- | ------- | ----- |
| 0     | 95 o +  | 0     |
| 0     | 90 a 94 | 0     |
| 0     | 85 a 89 | 0     |
| 0     | 80 a 84 | 0     |
| 4     | 75 a 79 | 4     |
| 4     | 70 a 74 | 12    |
| 4     | 65 a 69 | 4     |
| 4     | 60 a 64 | 4     |
| 8     | 55 a 59 | 4     |
| 4     | 50 a 54 | 12    |
| 4     | 45 a 49 | 0     |
| 4     | 40 a 44 | 4     |
| 0     | 35 a 39 | 8     |
| 12    | 30 a 34 | 0     |
| 4     | 25 a 29 | 16    |
| 8     | 20 a 24 | 4     |
| 4     | 15 a 19 | 4     |
| 0     | 10 a 14 | 4     |
| 4     | 5 a 9   | 4     |
| 4     | 0 a 4   | 4     |

## Economia
El 2007 la població en edat de treballar era de 118 persones, 73 eren actives i 45 eren inactives. De les 73 persones actives 69 estaven ocupades (38 homes i 31 dones) i 4 estaven aturades (3 homes i 1 dona). De les 45 persones inactives 19 estaven jubilades, 10 estaven estudiant i 16 estaven classificades com a «altres inactius».

### Ingressos
El 2009 a Courcerault hi havia 74 unitats fiscals que integraven 177 persones, la mediana anual d'ingressos fiscals per persona era de 18.080 €.

### Activitats econòmiques
Dels 4 establiments que hi havia el 2007, 1 era d'una empresa extractiva, 1 d'una empresa de fabricació d'altres productes industrials, 1 d'una empresa de construcció i 1 d'una empresa classificada com a «altres activitats de serveis».
L'únic servei als particulars que hi havia el 2009 era una lampisteria.
L'any 2000 a Courcerault hi havia 13 explotacions agrícoles que ocupaven un total de 990 hectàrees.

## Poblacions més properes
El següent diagrama mostra les poblacions més properes.